# Betriebliche Altersversorgung
Betriebliche Altersversorgung (bAV) ist der Sammelbegriff für alle finanziellen Leistungen, die ein Arbeitgeber einem Arbeitnehmer aus Anlass seines Arbeitsverhältnisses zur Altersversorgung, Versorgung von berechtigten Hinterbliebenen im Todesfall oder zur Invaliditätsversorgung bei Erwerbs- oder Berufsunfähigkeit zusagt.
Im Rahmen des Drei-Säulen-Modells steht die betriebliche Altersversorgung als zweite Säule neben den gesetzlichen Versorgungssystemen der ersten Säule (so etwa die gesetzliche Rentenversicherung und die berufsständischen Versorgungen) und den privaten Versorgungen (wie Riester- und Rürup-Renten beziehungsweise Lebens- und Rentenversicherungen) der dritten Säule.
Im Rahmen des Drei-Schichten-Modells, das durch das Alterseinkünftegesetz (AltEinkG) etabliert wurde, werden die Betriebs-, und die Riesterrente der Schicht 2 zugeordnet. Bei beiden handelt es sich neben der Basisversorgung der gesetzlichen Versorgungssysteme (Schicht 1) um Zusatzversorgungen. Die Riesterrente kann auf Wunsch des Arbeitnehmers auch als Betriebsrente umgesetzt werden. In der dritten Schicht stehen die Kapitalanlageprodukte privater Versorgungen (Lebensversicherungen, Investmentsparpläne). Die Riester-Förderung spielt im Rahmen der betrieblichen Altersversorgung nur eine untergeordnete Rolle, die Anwartschaften beruhen größtenteils auf einer Entgeltumwandlung.

## Allgemeines
Das Gesetz zur Verbesserung der betrieblichen Altersversorgung (BetrAVG) gewährt in § 1a BetrAVG einen Rechtsanspruch des Arbeitnehmers gegen seinen Arbeitgeber auf Entgeltumwandlung. Umgewandelt werden Teile des Arbeitsentgelts in betriebliche Versorgungsanwartschaften. Die Versorgung bietet neben einer zusätzlichen Altersrente Steuer- und Sozialversicherungsvorteile während der Anwartschaftszeit. Näheres wird vornehmlich im EStG und in der SvEV geregelt. In Versorgungsordnungen regeln die Arbeitgeber für die Arbeitnehmer eines Betriebes oder Unternehmens oder Gruppen von ihnen, in vielen Fällen einheitliche Versorgungsbedingungen (Gruppen-/ Sammelverträge).

## Durchführungswege der betrieblichen Altersversorgung (bAV)
In der bAV stehen folgende Durchführungswege zur Verfügung:
- Bei der Direktzusage erbringt der Arbeitgeber die Leistungen für den Arbeitnehmer aus der betrieblichen Altersversorgung selbst. Der Arbeitgeber bildet hierzu bilanzielle Rückstellungen auf der Passivseite und kann diese mittels einer Rückdeckungsversicherung bilanziell aktivieren. Er ist frei in Wahl und Art der Geldanlage, die der Finanzierung der Direktzusage dienen soll, wobei Beitragspflicht zum Pensionssicherungsverein besteht.
- Die Unterstützungskasse ist eine mit Sondervermögen ausgestattete, rechtsfähige Versorgungseinrichtung, die (kongruent) rückgedeckt oder reservepolsterfinanziert ist. Sie gewährt dem Versorgungsberechtigten formal keinen Rechtsanspruch und ist beitragspflichtig im Pensionssicherungsverein.
- Die Pensionskasse ist ein selbständiges Versicherungsunternehmen. Die Einzahlungen sind gemäß § 3 Nr. 63 EStG steuerlich limitiert.
- Die Direktversicherung ist ein Produkt einer Lebensversicherungsgesellschaft. Seit 2005 gelten viele Analogien zur Pensionskasse, insbesondere der steuerliche Rahmen des § 3 Nr. 63 EStG; vor 2005 wurde die Direktversicherung steuerlich in der Anwartschaftsphase gemäß § 40b EStG pauschaliert und in der Rentenphase der Ertragsanteilsbesteuerung unterworfen.
- Der Pensionsfonds wurde 2002 als Durchführungsweg der betrieblichen Altersversorgung eingeführt. Er lässt eine hohe Aktienquote zu und ist steuerlich ebenfalls über § 3 Nr. 63 EStG erfasst. Er ist (begünstigt) beitragspflichtig im Pensionssicherungsverein.

Die Direktversicherung, die Pensionskasse und der Pensionsfonds werden als mittelbare (versicherungsförmige) Durchführungswege bezeichnet, da deren Finanzierung über ein rechtlich selbständiges Unternehmen erfolgt (Externalität).
Für die Auswahl des Durchführungsweges sind neben der gewünschten Höhe der zugesagten Leistung arbeitgeberseits steuer- und bilanzrechtliche sowie unternehmenspolitische Gründe entscheidend.

## Begünstigte Personengruppen
Betriebliche Altersvorsorge kann Arbeitnehmern – genauer: Angestellten, Arbeitern, Auszubildenden und (nicht-)beherrschenden Gesellschafter-Geschäftsführern einer GmbH – sowie Mitgliedern des Vorstandes einer Aktiengesellschaft zugesagt werden. Weiterhin kann betriebliche Altersversorgung Betriebsfremden aus Anlass einer (ausschließlichen) Tätigkeit für ein Unternehmen zugesagt werden.

## Gründe für und gegen die Einrichtung einer betrieblichen Altersversorgung

### Sicht des Arbeitnehmers
Aus Sicht des Arbeitnehmers lohnt sich eine betriebliche Altersversorgung primär aus Gründen der Einsparung von steuer- und sozialversicherungsrechtlichen Entgeltanteilen. Die späteren Leistungen aus der Versorgung (Kapital, Rente) sind nachgelagert steuerpflichtig; da die Einkünfte im Alter regelmäßig geringer sind als in der Anwartschaftsphase, profitiert der Rentner vom geringeren Steuersatz. Vornehmlich dient die Entgeltumwandlung als Vorsorgebaustein neben der gesetzlichen Rente und ergänzt diese. Das bedeutet andererseits, dass bei Entgeltumwandlung unmittelbar ein Nettolohnverlust hingenommen wird. Gleichzeitig verringern sich die gesetzlichen Rentenansprüche und Ersatzleistungen im Falle der Arbeitslosigkeit. Das Entgeltumwandlungssystem greift dabei unmittelbar in die Entwicklung der gesetzlichen Rente ein und erfasst diejenigen, die vom Vorsorgekonzept der Entgeltumwandlung ausgeschlossen sind.
Mit dem zum 1. Januar 2004 in Kraft getretenen GKV-Modernisierungsgesetz (GMG) wurde die Pflicht zur Zahlung von Krankenversicherungs- und Pflegebeiträgen auf die betriebliche Altersversorgung eingeführt. Diese Regelung gilt auch rückwirkend für Verträge, die vor 2004 abgeschlossen wurden. Die Beiträge zur Krankenversicherung der Rentner (KVdR) und Pflegeversorgung (PVdR) hat der Betriebsrentner allein zu tragen. Hiervon nicht betroffen sind privat Krankenversicherte. Gesetzlich oder freiwillig krankenversicherte Betriebsrentner, die beispielsweise nach Ausscheiden aus einem Betrieb die Beiträge in Eigenregie fortgezahlt haben, haben auf daraus resultierende Leistungen ebenfalls keine KVdR zu bezahlen, sofern sie als Policeninhaber eingetragen sind. Dies hat die Rechtsprechung des BVerfG mit Beschluss vom 28. September 2010 (1 BvR 1660/08) geklärt. War die Betriebs-Rente niedriger als ein Zwanzigstel der Bezugsgröße, entfiel nach § 18 SGB IV, § 226 SGB V (Bagatellgrenze), die Krankenversicherungspflicht. Diese Regelung galt bis Ende 2019. Nunmehr greift das Betriebsrentenfreibetragsgesetz, durch das die ehemalige Freigrenze zu einem Freibetrag umgewandelt wurde. Dessen Höhe beträgt ein Zwanzigstel der Bezugsgröße. Im Jahr 2025 sind das monatlich 187,25 Euro.

### Sicht des Arbeitgebers
Die für Zwecke der betrieblichen Altersversorgung umgewandelten Gehaltsteile sind nicht sozialversicherungspflichtig. Für den Arbeitgeber mindert sich deshalb der Arbeitgeberanteil zur Sozialversicherung, soweit einzel- oder tarifvertragliche Regelungen keinen Ausgleich vorsehen. Steuerlich betrachtet sind Ausgaben für die Mitarbeiterversorgung Betriebsausgaben. Der Arbeitgeber verfügt mit der betrieblichen Altersversorgung zudem über ein Instrumentarium zur Mitarbeiterbindung und -motivation. Prestige und Betriebsklima können positiv beeinflusst werden.
Der Arbeitsvertrag unterliegt dem Dienstleistungsrecht des BGB, modifiziert durch arbeitsrechtliche Grundsätze. Der Arbeitgeber ist verpflichtet, über Nachteile und Wirkungen der bAV aufzuklären. So verzichtet der Arbeitnehmer für den umgewandelten Teil seines Arbeitslohnes beispielsweise auf gesetzliche Rentenanwartschaften, wie verkürzte Altersrente und Erwerbsminderungsansprüche. Auch die Lohnfortzahlung im Krankheitsfall oder Leistungen bei Arbeitslosigkeit verringern sich. Der Arbeitgeber begibt sich bei der Beratung in Haftungsgefahren. Die Rechtsberatung im Bereich der betrieblichen Altersversorgung ist allein dafür zugelassenen Rentenberatern und Rechtsanwälten vorbehalten.

## Arbeitsrechtliche Grundlagen

### Gleichbehandlungsgrundsatz
Der Gleichbehandlungsgrundsatz verbietet dem Arbeitgeber, einzelne Arbeitnehmer gegenüber anderen Arbeitnehmern ohne sachliche Gründe und in vergleichbarer Lage schlechter zu stellen. Der Arbeitgeber darf einzelne Arbeitnehmer bei der Gewährung von Leistungen oder Vergünstigungen nicht willkürlich oder aus sachfremden Motiven ausschließen. Ein Arbeitnehmer darf in diesem Zusammenhang nicht willkürlich von einer eingerichteten betrieblichen Altersversorgung ausgeschlossen werden. Ebenso darf er nicht bei Einrichtung einer betrieblichen Altersversorgung benachteiligt werden.
Der Gleichbehandlungsgrundsatz gilt bereits im Rahmen der Vergleichsgruppenbildung.
Nicht anwendbar ist der Gleichbehandlungsgrundsatz allerdings, wenn einzelne Arbeitnehmer unabhängig von abstrakten Differenzierungsmerkmalen bessergestellt werden (vgl. z. B. Bundesarbeitsgericht, Urteil vom 29. September 2004, 5 AZR 43/04).

### Verhältnis des BetrAVG zum AGG
Das Allgemeine Gleichbehandlungsgesetz (AGG) konkretisiert den Gleichbehandlungsgrundsatz.
Das BetrAVG geht dem AGG als lex specialis vor. Soweit das BetrAVG keine Spezialregelung enthält, verbleibt Raum für die Anwendung der allgemeinen Vorschriften, d. h. das AGG gilt insoweit auch in der betrieblichen Altersversorgung.

### Entgeltumwandlungsanspruch
Arbeitnehmer, die in der gesetzlichen Rentenversicherung pflichtversichert sind, haben einen Rechtsanspruch auf Umwandlung von Gehaltsteilen in eine betriebliche Altersversorgung (Entgeltumwandlung), § 1a i. V. m. § 17 BetrAVG. Der Anspruch besteht bis zu einer Höhe von 4 % der BBG (West) in der DRV. 2024 sind dies bis zu 3.624 € jährlich. Zu beachten ist, dass Tarifrecht, als kollektives Arbeitsrecht, grundsätzlichen Vorrang für Tarifentgelte bei Gehaltsumwandlung genießt. Mittels Tariföffnungsklausel eröffnet der Tarifvertrag dem Arbeitnehmer die Möglichkeit, Teile seines tarifvertraglichen Lohns oder Gehalts in eine Betriebsrente zu investieren. Unberührt bleiben Rechtsansprüche auf Gehaltsumwandlung für über- und außertarifliche Gehaltsbestandteile. Gewerkschaftlich nicht gebundene Arbeitnehmer haben einen Rechtsanspruch auf Gehaltsumwandlung aus Tarifbezügen bei fehlender Allgemeinverbindlichkeitserklärung gemäß § 17 Abs. 5 Betriebsrentengesetz.
Unter Opting-out-Modell (oder auch Opt-out-Modell) versteht man eine Automatische Entgeltumwandlung: Wenn Arbeitnehmer nicht in die arbeitnehmerfinanzierte betriebliche Altersvorsorge einbezogen werden wollen, müssen sie sich ausdrücklich dagegen entscheiden. Andernfalls geschieht dies und zwar mit vom Arbeitgeber vorgeschlagenen Sparquoten und Anlageformen.
Bei einer Direktversicherung, die auf einer Entgeltumwandlung beruht, folgt im Regelfall aus § 241 Abs. 2 BGB keine Verpflichtung des Arbeitgebers als Versicherungsnehmer, einer vom versicherten Arbeitnehmer verlangten Kündigung zuzustimmen, wenn der Arbeitnehmer mit dem Rückkaufswert offene Verbindlichkeiten tilgen möchte.

### Nachweisgesetz (NachwG)
Das deutsche Nachweisgesetz (NachwG) bildet die EU-Richtlinien ab, die eine zusätzliche Informationspflicht des Arbeitgebers in der betrieblichen Altersvorsorge (bAV) nach § 2 ABs. 1 Satz 2 Nr. 13 NachwG fordern. Der Arbeitgeber ist verpflichtet den Namen und die Anschrift des gewählten Versorgungsträgers (z. B. Versicherungsunternehmen) an seine Belegschaft zu kommunizieren.

### Zusage
Versorgungen über die betriebliche Altersvorsorge beruhen auf arbeitsrechtlichen Zusagen des Arbeitgebers (§ 1 I BetrAVG). Zusagen können einzelvertraglich (individuell durch eine arbeitsrechtliche Vertragsänderung oder -ergänzung) oder als Zuwendung an bestimmte Gruppen im Betrieb beziehungsweise kollektiv-vertraglich aufgrund einer Betriebsvereinbarung oder Tarifvertrags erklärt werden. Eine Entgeltumwandlungsvereinbarung ändert oder ergänzt den Arbeitsvertrag.

#### Zusagearten
- Leistungszusage: Der Arbeitgeber sagt seinem Arbeitnehmer eine bestimmte Leistung (z. B. 1.000 € Rente, 100.000 € Kapitalleistung od. 100.000 € bei Tod od. Invalidität) zu.
- Beitragsorientierte Leistungszusage (BOLZ): Diese Zusage wird üblicherweise bei den versicherungsförmigen Durchführungswegen verwendet. Der Arbeitgeber sagt seinem Arbeitnehmer zu, regelmäßig oder einmalig einen bestimmten Betrag an eine Versorgungseinrichtung zu zahlen und sagt damit die sich daraus ergebende Leistung zu (z. B. bei einer Direktversicherung die garantierte Ablaufleistung).
- Beitragszusage mit Mindestleistung (BZML): Eingeführt für den Pensionsfonds. Heute erweitert. Arbeitgeber haftet für die eingezahlten Beiträge abzüglich der planmäßigen Beiträge für biometrische Risiken (Alter, Invalidität, Tod). Ein Vorteil dieser Zusageform besteht darin, dass den Arbeitgeber in der Rentenphase des Arbeitnehmers keine Anpassungsprüfpflicht trifft (§ 16 Absatz 3 BetrAVG).
- Reine Beitragszusage: Diese Zusageform kann seit dem 1. Januar 2018 über den neu geschaffenen § 1 Abs. 1 Satz 3 BetrAVG im Rahmen des Betriebsrentenstärkungsgesetzes vereinbart werden. Bis zu diesem Zeitpunkt verhielt es sich so, dass reine Beitragszusagen, mithin Versprechen des Arbeitgebers, einen bestimmten Beitrag in eine Altersvorsorge einzuzahlen und dem Arbeitnehmer das Kapitalanlagerisiko zu überlassen, in Deutschland nicht möglich war. Der Arbeitgeber haftete stets für die abgegebene Zusage (Einstandspflicht § 1 Abs. 1 Satz 3 BetrAVG). Der Arbeitgeber darf den Anspruch auf eine Gehaltsumwandlung im Rahmen des § 1a BetrAVG nicht verweigern.

Für Unternehmer (rechtlich: Selbständige) ist betriebliche Altersversorgung nicht möglich.

#### Folgen bei Ausscheiden bei Direktversicherung, Pensionskasse und Pensionsfonds
Die Zusageart hat bei den versicherungsförmigen Durchführungswegen Auswirkungen auf die Portabilität, die Berechnung des unverfallbaren Anspruchs bei Ausscheiden und die sich daraus ergebenden Haftungsfolgen für den Arbeitgeber.
- Bei der Leistungszusage ist die Übertragung des Guthabens auf einen neuen Arbeitgeber nicht möglich. Bei Ausscheiden des Arbeitnehmers wird dessen unverfallbare Anwartschaft nach dem ratierlichen- oder pro-rata-temporis-Verfahren errechnet. Dies gilt für alle Durchführungswege. Rechnerisch wird die zugesagte Leistung genommen (z. B. 1000 € Monatsrente zum 65. Lebensjahr) und mit der möglichen und tatsächlichen Beschäftigungszeit (Eintritt mit 35 = 30 mögliche Jahre Betriebszugehörigkeit mit 65) ins Verhältnis gesetzt: Ein Ausscheiden mit 45 (= 10 Jahre Betriebszugehörigkeit) geteilt durch 30 Jahre möglicher Zugehörigkeit ergibt 1/3 von 1000 € (zugesagter Rente) also 333 € Monatsrente.

- Der Vorteil der Beitragsorientierten Leistungszusage liegt darin, dass nach § 2 Abs. 2 Satz 1–3 BetrAVG, das „versicherungsvertragliche Verfahren“ angewendet werden kann. Erfüllt der Arbeitgeber die Voraussetzungen nach § 2 Abs. 2 Satz 2 BetrAVG, wird der Versicherungsvertrag – haftungsbefreiend für den Arbeitgeber – auf den Arbeitnehmer übertragen. Beim versicherungsvertraglichen Verfahren wird der Versicherungsvertrag mit dem Anteilsguthaben zum Ausscheidedatum beim alten Arbeitgeber per Versicherungsnehmerwechsel auf den Arbeitnehmer übertragen. Dieser kann den Vertrag dann mit eigenen Beiträgen fortführen oder ihn per Versicherungsnehmerwechsel auf einen neuen Arbeitgeber (§ 4 Abs. 2 BetrAVG) oder auf ein anderes Versicherungsunternehmen (§ 4 Abs. 3 BetrAVG) übertragen lassen.

- Die Beitragszusage mit Mindestleistung wurde für den Pensionsfonds eingeführt. Da hier das versicherungsvertragliche Verfahren nicht angewendet werden kann, haftet der Arbeitgeber nach dem Ausscheiden des Arbeitnehmers grundsätzlich für den gesamten Vertrag (auch für privat eingezahlte Beiträge), bis der Vertrag nach einem Arbeitgeberwechsel auf einen neuen Arbeitgeber per Versicherungsnehmerwechsel übertragen wurde. Diese Haftung kann allerdings durch eine versicherungsvertragliche Anspruchsbegrenzung ausgehebelt werden. Soweit diese Zusageart zwar für den Pensionsfonds eingeführt wurde, ist sie gleichwohl anwendbar für Direktversicherungen und Pensionskassen (Tatbestände des § 3.63 EStG).

- Am 1. Januar 2018 wurde mit dem Betriebsrentenstärkungsgesetz die Reine Beitragszusage für die Durchführungswege des § 3 Nr. 63 EStG eingeführt. Sie steht unter dem Vorbehalt der Umsetzung durch die Tarifvertragsparteien. Dem Arbeitnehmer wird gegenüber der Versorgungseinrichtung das Recht eingeräumt, die Versorgung nach Beendigung des Arbeitsverhältnisses innerhalb eines Jahres auf eine andere Versorgungseinrichtung zu übertragen. Voraussetzung wird sein, dass der neue Arbeitgeber die Beitragszahlung im Rahmen einer „reinen Beitragszusage“ fortsetzt (neuer § 22 Abs. 3 Nr. 1 b BetrAVG). Bei der reinen Beitragszusage nach § 6 EStG besteht keine direkte Arbeitgeberhaftung für die zugesagten Leistungen. Es wird nur durch die Nachschussmöglichkeit eines Zusatzbeitrages beim Arbeitgeber nachgeholt.

### Unverfallbarkeit
Scheidet ein Arbeitnehmer vor Eintritt des Versorgungsfalls (Erreichen der Altersgrenze, Tod oder Invalidität) aus dem Unternehmen aus, bleibt ihm eine Anwartschaft erhalten, wenn die gesetzlichen Unverfallbarkeitsfristen erfüllt sind. Der Arbeitgeber kann zum Vorteil des Arbeitnehmers von diesen Grenzen ganz oder teilweise abweichen (vertragliche Unverfallbarkeit).

#### Gesetzliche Unverfallbarkeit
Zusagen, die seit dem 1. Januar 2018 abgegeben werden, erreichen die gesetzliche Unverfallbarkeit, wenn sie zum Zeitpunkt des Ausscheidens des Arbeitnehmers aus dem Betrieb mindestens drei Jahre bestanden haben und der Arbeitnehmer zudem das 21. Lebensjahr vollendet hat.

#### Historisches
- Vom 21. Dezember 1974 bis zum 31. Dezember 2000 waren zehn Jahre Zusagedauer und die Vollendung des 35. Lebensjahres zur Unverfallbarkeit notwendig. Daneben gab es die Regelung, dass die Zusage mindestens drei Jahre bestand bei einer Mindestbetriebszugehörigkeit von 12 Jahren und die Vollendung des 35. Lebensjahres.
- Vom 1. Januar 2001 bis zum 31. Dezember 2008 galten fünf Jahre Zusagedauer und die Vollendung des 30. Lebensjahres.

Vor Inkrafttreten des Betriebsrentengesetzes am 21. Dezember 1974 gab es keine gesetzlichen Regelungen zur Unverfallbarkeit.

#### Sofortige Unverfallbarkeit
Entgeltumwandlungen sind seit 2001 sofort unverfallbar. Zusagen sind mithin ab der ersten Beitragszahlung des Arbeitnehmers unverfallbar.
Auch bei der arbeitgeberfinanzierten betrieblichen Altersversorgung können die Ansprüche der sofortigen Unverfallbarkeit unterliegen, sofern dies im Vertrag so vereinbart wird.

### Abfindung von Ansprüchen
Unverfallbare Ansprüche können gemäß § 3 BetrAVG abgefunden werden, wenn ein Arbeitnehmer ausscheidet. Ein einseitiges Abfindungsrecht des Arbeitgebers besteht, wenn der Arbeitnehmer Kleinstanwartschaften erworben hat. Diese Anwartschaften dürfen 1 % beziehungsweise 12/10 der monatlichen Bezugsgröße nach § 18 Abs. 1 Viertes Buch Sozialgesetzbuch (SGB IV) nicht überschreiten. Für das Jahr 2021 bedeutet dies: 32,90 € monatliche Rente beziehungsweise 3.948 € Kapital (West; Ost: 31,15 € bzw. 3.738 €). Macht der Arbeitnehmer wegen Arbeitgeberwechsels Gebrauch von seinem Portabilitätsrecht, scheidet eine Abfindung aus.
Jeder Arbeitnehmer hat das Recht auf Abfindung seiner Anwartschaft, wenn er die Beiträge zur gesetzlichen Rentenversicherung erstattet bekommen hat § 3 Abs. 3 BetrAVG.
Diese Regelung findet für Betriebsübergänge nach § 613a BGB keine Anwendung.

### Übertragung bestehender Anwartschaften (Portabilität)
§ 4 BetrAVG regelt die Übertragung bestehender (unverfallbarer) Anwartschaften eines Arbeitnehmers auf betriebliche Altersversorgung vom alten auf den neuen Arbeitgeber nach Betriebswechsel. Ebenso regelt § 4 BetrAVG die Übertragung laufender Leistungen.
Für alle Durchführungswege der betrieblichen Versorgung wird die einvernehmliche Übertragung geregelt. Diese gestaltet sich entweder durch Übernahme der Zusage durch den neuen Arbeitgeber oder durch Übertragung des Übertragungswertes. Im zweiten Fall muss der Arbeitgeber eine dem Übertragungswert wertgleiche Versorgung erteilen. Dabei besteht kein Anspruch auf den bisherigen Durchführungsweg nebst Zusatzrisikoabsicherung(en). Auch ein Anspruch auf Eindeckung der Vorsorge bei einem bestimmten Versicherer besteht nicht.
Um im Sinne des § 3 Nr. 55 EStG keine steuerlichen Nachteile zu erleiden, müssen die Versorgungen steuersystemimmanent übertragen werden. Eine Pensionszusage nach § 6b EStG kann beispielsweise nicht steuerfrei in eine Pensionskasse nach § 3.63 EStG übertragen werden, genauso wenig eine Firmendirektversicherung nach § 40 b EStG in eine Unterstützungskasse nach § 4a EStG.
Neben der einvernehmlichen Übertragung besteht gem. § 4 Abs. 3 BetrAVG ein Rechtsanspruch auf Übertragung in den Fällen der § 3.63 EStG-Versorgung über die Durchführungswege: Direktversicherung, Pensionskasse oder Pensionsfonds. Der Rechtsanspruch wirkt innerhalb eines Jahres nach Ausscheiden aus dem Betrieb des alten Arbeitgebers und gilt nur für nach dem 1. Januar 2005 erteilte Zusagen. Begrenzt sind die Rechtsansprüche der Höhe nach auf Anwartschaften, deren Werte die im jeweiligen Jahr gültigen Grenzen zur BBG/DRV nicht überschreiten (2021: 85.200 €/West und 80.400 €/Ost).

### Auskunfts- und Mitteilungspflichten
§ 4a BetrAVG regelt den Auskunftsanspruch des Arbeitnehmers gegenüber dem Arbeitgeber. Erforderlich hierfür ist ein berechtigtes Interesse, zum Beispiel die Frage der Ratsamkeit ergänzender Altersvorsorge, des Arbeitnehmers. Auskunft muss beim Betriebswechsel beispielsweise erteilt werden zur Höhe der erworbenen unverfallbaren Anwartschaften bei Erreichen der Altersgrenze und zur Höhe des Übertragungswertes einer Anwartschaft bei Portabilitätsvollzug. Der neue Arbeitgeber hat beispielsweise zu erklären, ob biometrische Risiken, wie Berufsunfähigkeitsabsicherung oder Hinterbliebenenschutz eingeräumt wird.
Mitteilungspflichten bestehen gegenüber den beteiligten Sozialversicherungsträgern und Finanzämtern.

### Auszehrungs- und Anrechnungsverbot
§ 5 BetrAVG regelt, dass laufende Leistungen aus einer betrieblichen Altersversorgung durch Erhöhungen anderer Rentenbezüge nicht geschmälert werden dürfen. Rechtlich wird ebenso fixiert, dass weitergehende Altersvorsorge des Arbeitnehmers bei der Festsetzung von Rentenleistungen aus der betrieblichen Altersversorgung nicht angerechnet werden dürfen. Bedeutung hat dieser Anspruch insbesondere bei Gesamtzusagen über die betriebliche Altersversorgung. Das Anrechnungsverbot gilt gemäß § 5 Abs. 2 BetrAVG nicht für Renten aus den gesetzlichen Rentenversicherungen, soweit sie auf Pflichtbeiträgen beruhen, sowie für sonstige Versorgungsbezüge, die mindestens zur Hälfte auf Beiträgen oder Zuschüssen des Arbeitgebers beruhen.

### Anpassungsprüfungspflicht
Nach § 16 BetrAVG ist der Arbeitgeber verpflichtet, „alle drei Jahre eine Anpassung der laufenden Leistungen der betrieblichen Altersversorgung zu prüfen und hierüber nach billigem Ermessen zu entscheiden (...)“. Bei dieser Prüfung darf der Arbeitgeber die wirtschaftliche Lage des Unternehmens mitberücksichtigen. Die Prüfung muss also nicht zu dem Ergebnis führen, dass die Leistungen nach drei Jahren erhöht werden.
Sofern die wirtschaftliche Lage des Unternehmens eine Steigerung zulässt, hat der Arbeitgeber sich am Verbraucherpreisindex für Deutschland oder an der Nettolohnentwicklung vergleichbarer Arbeitnehmergruppen des Unternehmens im Prüfungszeitraum (§ 16 Abs. 2 BetrAVG) zu orientieren.
Da dieses Verfahren sehr aufwendig ist, hat der Gesetzgeber Möglichkeiten geschaffen, auf die Anpassungsprüfungspflicht zu verzichten beziehungsweise die Anpassungsprüfungspflicht als erfüllt gelten zu lassen (§ 16 Abs. 3 BetrAVG). Tatbestände sind:
- Die laufenden Leistungen werden jährlich um mindestens 1 % erhöht (§ 16 Abs. 3 Nr. 1 BetrAVG).
- Die bAV wird über eine Direktversicherung oder Pensionskasse durchgeführt und dort ist vorgesehen, dass sämtliche Überschüsse zur Erhöhung der laufenden Leistungen verwendet werden (§ 16 Abs. 3 Nr. 2 BetrAVG).
- Eine Beitragszusage mit Mindestleistung wurde erteilt (§ 16 Abs. 3 Nr. 3 BetrAVG).

Hat der Arbeitgeber die Anpassung geprüft und kommt zu dem Ergebnis, dass die Leistungen nicht angepasst werden müssen oder können, muss diese unterbliebene Anpassung nicht nachgeholt werden (§ 16 Abs. 4 BetrAVG).
Bei Entgeltumwandlungen muss die Rente entweder um 1 % pro Jahr erhöht werden oder es werden die Überschüsse vollständig zur Erhöhung der Leistungen vorgesehen.
Ab 1. Januar 2018 wird im Rahmen des Betriebsrentenstärkungsgesetz eine neue Zusageart eingeführt, die reine Beitragszusage. Dazu stellt § 1 Abs. 2a, 2. Teilsatz BetrAVG klar, „dass Pflichten des Arbeitgebers nach Absatz 1 Satz 3, § 1a Absatz 4 Satz 2, den §§ 1b bis 6 und 16 sowie die Insolvenzsicherungspflicht nach dem Vierten Abschnitt ... (reine Beitragszusage)“ nicht bestehen. Für reine Beitragszusagen besteht eine Anpassungsprüfpflicht mithin nicht.

## Finanzierungsformen
Je nachdem, wer die Beiträge bezahlt, spricht man von einer arbeitgeber- oder arbeitnehmerfinanzierten Versorgung. Mischformen sind möglich und spätestens seit Einführung des Betriebsrentenstärkungsgesetzes mit mindestens 15 Prozent Arbeitgeberanteil üblich (Zuschussregelungen).

## Betriebliche Versorgung von Gesellschafter-Geschäftsführern (GGF)

### Überblick
Der Gesellschafter-Geschäftsführer (GGF) hat eine Doppelfunktion inne. Statusrechtlich ist er Arbeitgeber und Arbeitnehmer in einer Person. Zumeist verfügen GGF über hohe Einkünfte, weshalb ihrer Versorgung im Rahmen der betrieblichen Altersversorgung eine besondere Bedeutung zukommt. Die Versorgungslücken der GGF sind regelmäßig hoch, da sich die Ansprüche aus der gesetzlichen Rentenversicherung durch die Beitragsdeckelung der BBG/DRV relativ verkürzen und bei (beherrschenden) GGF durch deren Sozialversicherungsfreiheit sogar nahezu ausfallen können.

### Besonderheiten beim GGF
Diese Doppelfunktion des GGF hat Auswirkungen auf seine sozialversicherungsrechtliche Behandlung sowie seinen arbeitsrechtlichen und steuerrechtlichen Status.

#### Sozialversicherungsrechtliche Auswirkungen
Die Sozialversicherungsfreiheit eines GGF hängt davon ab, wie viele Kapitalanteile er an der Gesellschaft hält und in welchem Verhältnis zu Mitgesellschaftern er Stimmrechte ausübt. Sozialversicherungsfreiheit resultiert, wenn er Beschlüsse verhindern kann. Für eine sozialversicherungsrechtliche Beherrschung der Gesellschaft spricht auch, wenn Indizien wie die alleinige Vertretungsmacht, Weisungsfreiheit oder eigenes Unternehmerrisiko beim GGF vorliegen.
Gemäß § 7a Viertes Buch Sozialgesetzbuch (SGB IV) wird der sozialversicherungsrechtliche Status des GGF auf Veranlassung der Einzugsstelle obligatorisch geprüft. Nach Weiterleitung prüft die Clearingstelle der Deutschen Rentenversicherung Bund die sachlichen Voraussetzungen. Im Wege des eigenen Antragsverfahrens kann der GGF eine rückwirkende Überprüfung seines Status veranlassen, dies mit möglicher Rückerstattung von zu Unrecht abgeführten Sozialversicherungsbeiträgen. Der Erstattungszeitraum ist dabei auf vier Jahre gesetzlich beschränkt. Davor liegende Beiträge werden als Pflichtbeiträge angesehen. Die Entscheidung der Clearingstelle bindet die Bundesagentur für Arbeit, wenn sich der GGF der Befreiung nicht durch Pflichtversicherung auf Antrag oder freiwillige Versicherung entgegenstellt.

#### Arbeitsrechtliche Auswirkungen
Wie bei selbständigen Unternehmern finden die Vorschriften des Betriebsrentengesetzes bei beherrschenden GGF keine Anwendung. Daraus folgt, dass beispielsweise kein Insolvenzschutz besteht und keine gesetzliche Regelung zur Unverfallbarkeit von Ansprüchen. Ein GGF übt insolvenzrechtliche Beherrschung über die Gesellschaft aus, wenn er allein ≥ 50 % Kapitalanteile oder Stimmrechte besitzt, oder mehrere GGF mit ≤ 50 % Gesellschaftsanteilen die Gesellschaft lenken und keiner der GGF über Mehrheitsanteile verfügt.
Ein nicht dem BetrAVG unterfallender GGF muss sich bei einer Versorgung über die versicherungsförmigen Durchführungswege der Direktversicherung, der Pensionskasse oder des Pensionsfonds zu seinen Gunsten ein vorbehaltloses, unwiderrufliches Bezugsrecht einräumen lassen, um seine Ansprüche im Insolvenzfall gegen Dritte zu schützen. Versorgungen über die Pensionszusage oder die Unterstützungskasse genießen Insolvenzschutz nur, wenn der GGF sich die Ansprüche daraus vertraglich verpfänden lässt. Für die Anspruchsverpfändung ist ein Gesellschafterbeschluss notwendig. Bei Pfandreife bewirkt die Verpfändung Hinterlegungsrechte, Übertragungs- beziehungsweise Auszahlungsansprüche.

#### Steuerrechtliche Auswirkungen
Die steuerrechtliche Anerkennung einer Versorgungszusage an einen GGF unterliegt einem Bündel von Voraussetzungen. Der GGF muss in einem Dienstverhältnis stehen, das vom Verbot der Selbstkontrahierung befreit. Die Tatsache, in eigenem Namen mit sich für die Gesellschaft Rechtsgeschäfte abschließen zu dürfen, ist zudem im Handelsregister einzutragen. Mittels Gesellschafterbeschluss ist eine schriftliche, vorbehaltlose Versorgungsvereinbarung zu treffen, die Rechtsansprüche auf Kapital- oder Rentenversorgung gewährt.
Eine steuerrechtliche Beherrschung des GGF liegt vor, wenn er ≥ 50 % Kapitalanteile / Stimmrechte an der Gesellschaft hat, oder kraft Anteilszurechnung bei gleichgerichteten Interessen mehrerer Gesellschafter (keiner darf allein beherrschend sein) auch ≤ 50 % Anteile genügen.

##### Besonderheiten bei der Pensionszusage und Unterstützungskasse
Für Pensionszusagen gilt, dass Rückstellungen auf der Passivseite in der Steuerbilanz vorgenommen werden können. Diese Pensionsrückstellungen dürfen wirksam nur gebildet werden, wenn eine zivilrechtlich wirksame Zusage erteilt wurde, die den formellen Voraussetzungen des § 6a EStG entspricht und die Zusage in einer Gesamtbetrachtung nicht zu einer Überversorgung führt. Eine Überversorgung liegt dann nicht vor, wenn die Altersversorgung des GGF 75 % der letzten Aktivbezüge (= alle arbeitsrechtlich relevanten Einkünfte) zum jeweiligen Bilanzstichtag nicht überschreitet. Durch Gehaltsumwandlung finanzierte Zusagen werden in diesem Zusammenhang nicht berücksichtigt.
Für Unterstützungskassen gilt, dass Zuwendungen nur dann als Betriebsausgaben anerkannt werden, wenn analog zur Pensionszusage eine zivilrechtlich wirksame Zusage erteilt wurde, die keine Überversorgung auslöst. Eine dem § 6a EStG entsprechende Anforderung enthält der Steuertatbestand § 4d EStG für die Unterstützungskasse nicht.
Die Finanzverwaltung und die Rechtsprechung fordern weitere spezielle Voraussetzungen ein, damit eine Versorgungszusage steuerlich nicht am Prinzip der verdeckten Gewinnausschüttung (vGA) scheitert. Kriterien, die es zu erfüllen gilt sind: Erdienbarkeit der Zusage, anerkennungsrechtliche Probezeit, Angemessenheit der Bezüge, Finanzierbarkeit, Finanzierungsendalter (Ausrichtung allein an der Regelaltersrente), Üblichkeit und besondere Unverfallbarkeitsvoraussetzungen. Es soll verhindert werden, dass Gewinnverwendungen und Vermögensvorteile der Gesellschaft unangemessenerweise in steuerwirksame Betriebsausgaben transferiert werden (vGA). Insbesondere ist eine vGA indiziert, wenn ein ordentlicher und gewissenhafter Geschäftsleiter die Zuwendungen an einen Geschäftsführer, der nicht auch Gesellschafter ist, nicht gewährt hätte („Drittvergleich“).

### Besondere Fragestellungen zur GGF-Versorgung (Überblick)

#### Abfindung
- Der nicht beherrschende GGF unterfällt § 3 Betriebsrentengesetz und ist dem gewöhnlichen Arbeitnehmer gleichgestellt (s. o.).
- Für den beherrschenden GGF gilt: Unverfallbare Versorgungsanwartschaften können abgefunden werden, sind aber in einer schriftlichen Abfindungsvereinbarung festzuhalten. Fällt die Abfindung niedriger aus als die Anwartschaft, liegt ein steuerlich relevanter Teilverzicht zum Barwert vor.[8]

#### Verzicht
- Der nicht beherrschende GGF kann auf verfallbare Anwartschaften stets verzichten. Im Übrigen sieht das BetrAVG neben dem in engem Rahmen möglichen Abfindungsrecht kein Verzichtsrecht vor.
- Der beherrschende GGF kann bei Ausscheiden aus dem Betrieb auf unverfallbare Anwartschaften verzichten. Regelmäßig verzichtet der GGF bei Ausscheiden aus dem Betrieb aber nicht auf seine unverfallbaren Ansprüche, sondern „friert“ sie ein (Past-Service), was von den Finanzverwaltungen regelmäßig nicht als steuerlich relevanter Teilverzicht auf den Future-Service angesehen wird.[9]

## Gesetzliche Insolvenzsicherung
Gesetzlich unverfallbare Anwartschaften ebenso wie laufende Leistungen zugunsten von Arbeitnehmern sind bei der Direktzusage, der Unterstützungskasse und dem Pensionsfonds über den Pensions-Sicherungs-Verein insolvenzgeschützt. Der Schutz besteht innerhalb bestimmter Leistungsgrenzen (§ 7 Abs. 3 BetrAVG).
Im Falle der Liquidierung ohne Insolvenz greift diese Sicherung jedoch nicht.
Für Inhaber von verfallbaren Versorgungsanwartschaften oder für Nicht-Arbeitnehmer (z. B. Organmitglieder von Kapitalgesellschaften, z. B. Vorstandsmitglieder von Aktiengesellschaften) bieten sich stattdessen oder zusätzlich Insolvenzsicherungsmöglichkeiten über die Verpfändung von Rückdeckungsversicherungsverträgen oder die Contractual Trust Arrangements, kurz CTA genannt, an.
Versorgungsanwartschaften für beherrschende Gesellschafter-Geschäftsführer (GGF) (GmbH) unterliegen nicht der Beitragspflicht zum Pensionssicherungsverein, da sie nicht dem Betriebsrentengesetz (BetrAVG) unterfallen.

## Betriebliche Altersversorgung im Rahmen von Tarifverträgen
Oft werden tarifvertragliche Vereinbarungen getroffen, um Branchenlösungen herbeizuführen. Die Behandlung der steuer- und sozialversicherungsentlasteten Verbeitragungen entsprechen auch hier dem jeweils gewählten Durchführungsweg. In vielen Fällen werden Beiträge aus Entgeltumwandlungen vom Arbeitgeber mit Zuschüssen aufgestockt. In anderen Fällen werden unabhängig von einer Entgeltumwandlung arbeitgeberfinanzierte Vorsorgesysteme konzipiert. In der Praxis üblich werden sogar Kombinationen aus arbeitgeberfinanzierten Beiträgen, die bei zusätzlicher Gehaltsumwandlung noch zudem bezuschusst werden. Hierfür sind der Tarifvertrag der Arzthelferinnen und der im Januar 2012 in Kraft tretende Apotheken-Tarifvertrag anschauliche Beispiele.
In der Regel wird bei tarifvertraglichen Lösungen sofortige Unverfallbarkeit der Leistungen des Arbeitgebers vereinbart. Grundsätzlich sind die meisten Tarifverträge hinsichtlich des Anbieters für eine Eindeckung der betrieblichen Altersversorgung frei ausgestaltet.
Wichtige Tarifverträge mit hoher Durchdringung in der Arbeitnehmerschaft sind beispielsweise der TV Metall oder der TV DeHoga.
Arbeitgeberleistungen bestehen zumeist in reinen Arbeitgeber-Beiträgen zur Versorgung des Arbeitnehmers oder in Arbeitgeberzuschüssen, die entweder in prozentualen Anteilen an eine Gehaltsumwandlung fixiert, oder an die Höhe der ersparten Sozialversicherungsbeiträge gekoppelt werden. Unter Beachtung der Tariföffnungsklausel können bei Gehaltsumwandlungen, Gehalt, Jahressonderzahlungen, Vermögenswirksame Leistungen oder Urlaubsgeld tariflich geregelt sein.

## Auswirkungen für den Arbeitgeber
Je nach Durchführungsweg ergeben sich unterschiedliche Auswirkungen:
- Der Arbeitgeber ist grundsätzlich allein berechtigt, den Versorgungsträger der betrieblichen Altersversorgung auszuwählen. Daraus resultieren allgemeine Hinweis- und Aufklärungspflichten.
- Soweit sich der Arbeitgeber für Auskünfte und Beratungen Dritter bedient, ist das Rechtsdienstleistungsgesetz zu beachten.
- Der Arbeitgeber haftet für die erteilte Versorgungszusage. Er hat eine Einstandspflicht im Wege der Subsidiärhaftung. Dadurch kann es im Leistungsfall zu einer Nachschusspflicht des Arbeitgebers kommen. Bei Direktversicherungen und Pensionskassen ist die Haftungsfrage nahezu bedeutungslos, da diese wie Lebensversicherungsunternehmen derzeit (2019) 0,90 % p. a. Verzinsung (vor Kosten) garantieren. Bei Pensionsfonds kann diese Haftung in der Praxis relevant werden. Daher unterliegt er auch der Beitragspflicht zum Pensionssicherungsverein.
- Bei einer Entgeltumwandlung werden Sozialversicherungsbeiträge einschließlich der Beiträge zur Berufsgenossenschaft auf die umgewandelten Beiträge gespart, jedoch nur bis zur jährlichen Beitragshöhe von 4 % der Beitragsbemessungsgrenze zur DRV.
- Bei einer Direktzusage muss der Arbeitgeber Pensionsrückstellungen in seiner Bilanz ausweisen. Dies kann auch bei anderen Durchführungswegen der Fall sein. Direkte Auswirkung/Ausweisung in der Bilanz des Unternehmens finden nur bei Durchführungswegen, bei denen eine Rückstellung gebildet werden muss, also insbesondere bei der Direktzusage.
- Bei mittelbaren Versorgungszusagen ist nur der Aufwand zu berücksichtigen, der für die zukünftige Leistungserbringung erforderlich ist. Ähnlich wie in der steuerlichen Gewinnermittlung wird der Aufwand für Zuwendungen an Unterstützungskassen, Beiträge und zu zahlende Versicherungsprämien als Aufwand des Geschäftsjahrs, in dem er entstanden ist, erfasst.[13]